# Wspólnota administracyjna Kallmünz
Wspólnota administracyjna Kallmünz – wspólnota administracyjna (niem. Verwaltungsgemeinschaft) w Niemczech, w kraju związkowym Bawaria, w rejencji Górny Palatynat, w regionie Ratyzbona, w powiecie Ratyzbona. Siedziba wspólnoty znajduje się w miejscowości Kallmünz, a jej przewodniczącym jest Siegfried Bauer.
Wspólnota administracyjna zrzesza jedną gminę targową (Markt) oraz dwie gminy wiejskie (Gemeinde): 
- Duggendorf, 1 573 mieszkańców, 22,03 km²
- Holzheim am Forst, 981 mieszkańców, 15,63 km²
- Kallmünz, gmina targowa, 2 799 mieszkańców, 43,19 km²